# الدوري الإنجليزي لكرة القدم 1969–70
الدوري الإنجليزي لكرة القدم 1969–70 (بالإنجليزية: 1969–70 Football League)‏ هو موسم من دوري كرة القدم الإنجليزي. فاز فيه نادي إيفرتون.